# オィット・タナック
オィット・タナック（Ott Tänak, 1987年10月15日 - ）は、エストニア出身のラリードライバー。2019年の世界ラリー選手権 (WRC) ドライバーズチャンピオン。
日本のメディアでは「オット・タナク」と表記されることもある（後述）。

## 略歴

### 初期の経歴

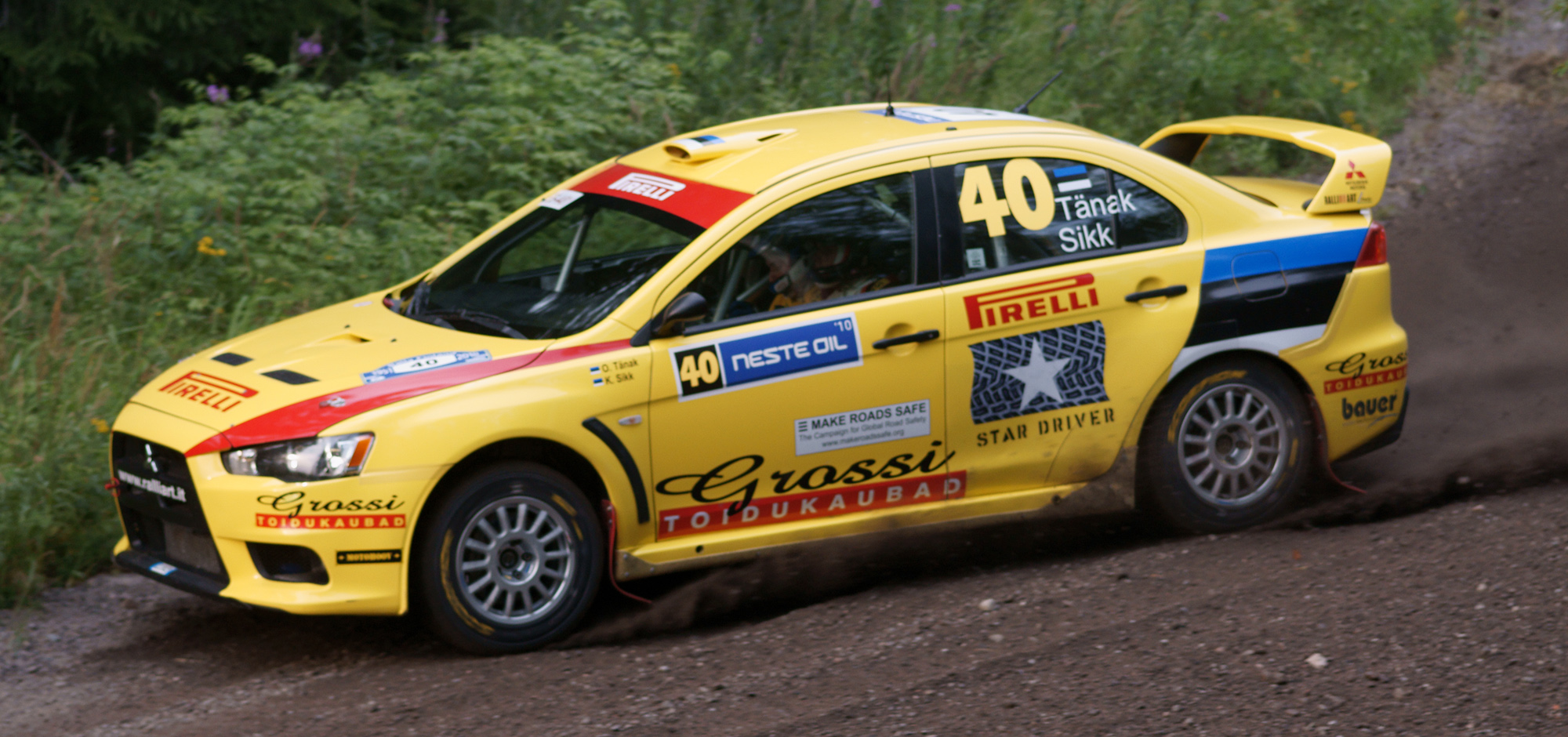
2010年フィンランド

タナックは趣味でラリーに出場する父親の影響を受け、2004年からジュニアラリー競技を始めた。2008年・2009年にはエストニアラリー選手権のN4+S2000クラスを連覇した。
2010年は同郷エストニアの英雄で当時Mスポーツに所属していたマルコ・マルティンが、Mスポーツ代表のマルコム・ウィルソンにタナックを推薦したことで、ピレリタイヤと国際自動車連盟 (FIA) が進める若手育成プログラム「ピレリ・スタードライバー (Pirelli Star Driver) 」の一員に選ばれ、プロダクションカー世界ラリー選手権 (PWRC) にて三菱・ランサーエボリューションX（グループN）をドライブし2勝を挙げた。
2011年はマルティンが運営するMMモータースポーツからフォード・フィエスタS2000をドライブし、S2000世界ラリー選手権 (SWRC) に出場した。3勝を挙げチャンピオン候補となるが最終戦でマシンを壊してしまい、ユホ・ハンニネンに次ぐランキング2位に終わる。WRC最終戦ラリーGBではストバート・フォードのフィエスタWRCをドライブし、WRC初参戦となる中国のDMACKタイヤを装着して6位入賞を果たす。

### 挫折と成長

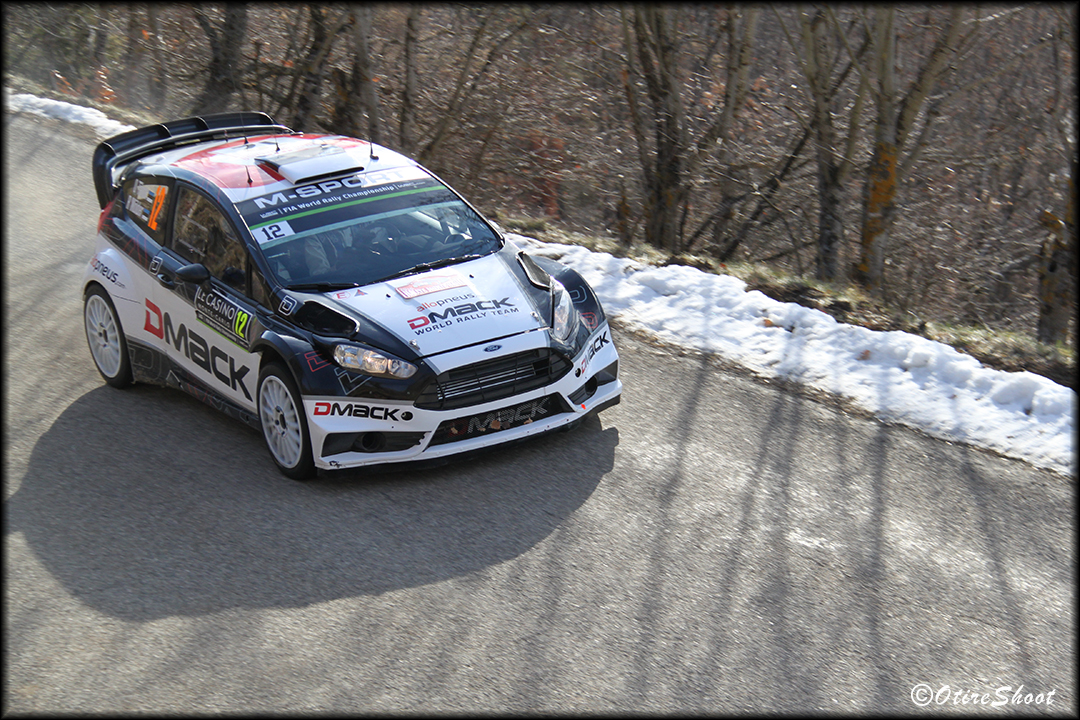
2016年モンテカルロ

2012年はMスポーツ・フォードからWRCフル参戦を果たす。第12戦ラリー・イタリアで3位初表彰台を獲得するが、シーズンを通して安定感を欠き、Mスポーツから放出され、2013年はエストニアのローカルラリーに逆戻りする。
2014年はDMACKが立ち上げたWRC2チームと契約し、フィエスタR5をドライブ。WRC3戦に出場し、第4戦ラリー・ポルトガルでは序盤2位を快走した。また、ヨーロッパラリー選手権 (ERC) 2戦にもスポット参戦し、ホームイベントのラリー・エストニアで優勝した。
2015年は引退したミッコ・ヒルボネンの代わりにMスポーツ・ワールドラリーチームに加入し、2年ぶりにWRCにフル参戦。第7戦ラリー・ポーランドで3位表彰台を獲得するも、シーズン終了後に再びMスポーツから放出される。
2016年はフォードのセカンドチームとして発足したDMACK・ワールドラリーチームよりWRCにフル参戦。第7戦ラリー・ポーランドで初日から首位を快走し、セーフティリードを築いて最終日を迎えるが、最終SS目前のSS20で痛恨のパンクを喫し2位に終わる。フィニッシュ後、悲嘆にくれるタナックをセバスチャン・オジェら他の選手たちが慰め、健闘を讃えるという光景がみられた。第12戦ラリーGBでもオジェを猛追し2位を獲得。シーズン終了後、公式サイトwrc.comのファン投票による「WRCドライバー・オブ・ザ・イヤー」に選出された。
2017年は再びMスポーツに復帰し、WRC4連覇中のオジェとコンビを組む。持ち前の速さに加え安定感を身につけ、開幕から上位フィニッシュを重ねる。第7戦ラリー・イタリアではWRC参戦73戦目にして初優勝を達成。エストニア人の優勝は、師であるマルティン（2004年ラリー・カタルーニャ）以来13年ぶりとなった。第10戦ラリー・ドイツでも雨天のタイヤ選択が成功し、ターマック初勝利を獲得。年間チャンピオン争いにも食い込み、最終的にオジェとティエリー・ヌービルに次ぐランキング3位を獲得し、Mスポーツのチームタイトル獲得にも貢献した。

### トヨタ加入
2017年は自身の飛躍の年になった一方で、Mスポーツは限られたリソースの多くを王者オジェに注ぎ込んでおり、二番手の扱いに甘んじていた。そこでチャンピオンになれる環境を求め、TOYOTA GAZOO Racing WRT代表のトミ・マキネンからの引き抜きに応じた。これに長年タナックの面倒を見てきたMスポーツのウィルソンは「これほど信頼を寄せたドライバーはいない」と弟子の旅立ちへの痛切な胸の内を語りつつも今後の健闘を祈念した。

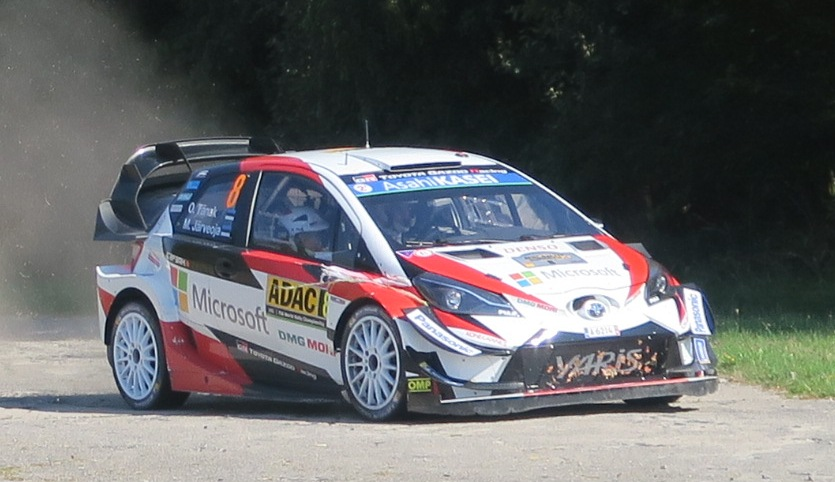
2018年ドイツ

2018年開幕戦モンテカルロは移籍直後で完走狙いと語っていたが、いきなりチームメイトのヤリ＝マティ・ラトバラを上回る2位表彰台を獲得。また第4戦ツール・ド・コルス終了時点では全ドライバー中最も多くのステージウィンを記録するなど、その速さがフロックではないことを示した。第5戦ラリー・アルゼンチンでは通算100ステージウィンを記録し、そのまま最多ステージウィンで移籍後初、自身3勝目となる優勝を挙げた。第8戦ラリー・フィンランドではパワーステージ1位を同時に獲得しつつ、師であるマルコ・マルティン以来15年ぶりのエストニア人としての同ラリー優勝を果たした。続くラリー・オブ・ターキーでは我慢のラリーを強いられつつも、サバイバルを制して自身初の3連勝を果たした。このままの勢いでチャンピオンになるかと思われたが、残り3戦ではいずれもトップに立つもマシントラブルやタイヤのパンク、さらに自身のミスもあって、年間ステージ勝利数1位にもかかわらずタイトルを逃してしまった。一方でトヨタはタナックの大活躍に支えられ、復帰2年目で19年ぶりにマニュファクチャラーズタイトルを獲得した。
2019年も変わらずトヨタから参戦。チームメイトは昨年に続きラトバラとこの年からチームに加入したクリス・ミーク。開幕戦ラリー・モンテカルロを3位で終え、続くラリー・スウェーデンでは北欧出身ドライバー以外では史上4人目となる優勝を飾る。また、ラリー・フィンランドとの両制覇は北欧出身ドライバー以外では史上3人目。その後3戦はオジェとヌービルの後塵を拝するが、第6戦ラリー・チリと第7戦ラリー・ド・ポルトガルで連勝し、いち早くシーズン3勝目を挙げる。第8戦ラリー・イタリア・サルディニアは終盤までトップを快走していたものの最終ステージでトラブルに見舞われ5位に終わる。しかしタイトルを争うオジェとヌービルも表彰台圏外に終わったことで、サマーブレイク前の時点でランキングトップに立った。そして最終戦直前のラリー・スペインのパワーステージで圧巻の走りを見せ、2位浮上・ステージウィンとともにドライバーズチャンピオンを決めた。エストニア人がFIA世界選手権でチャンピオンとなるのはタナックとヤルヴェオヤが初である。
一方で、ヤリスWRCの信頼性の改善の方針を巡り、マキネンとの意見の食い違いが2018年から断続的に発生。トヨタとの契約延長交渉は難航した。前述のイタリアでの最終SSに加え、トルコでのロードセクションにおけるマシントラブルが決定打となり、これを嗅ぎつけたヒュンダイチーム代表のアンドレア・アダモの誘いに応じた。ラリーGB優勝直後の10月上旬にヒュンダイと契約。ラリースペインのデイ2終了後に英国オートスポーツ誌がヒュンダイへの移籍の噂を報じ、チャンピオン獲得後のわずか3日後に正式発表された。

### ヒュンダイ
2020年はティエリー・ヌービル/ニコラ・ジルスール組とのダブルエース体制の一翼を担う。開幕戦モンテカルロではマシンが何回転もする大クラッシュを喫するが、スウェーデンとメキシコで調子を取り戻し、いずれも2位表彰台を獲得。その後、新型コロナウイルス感染症の影響によるシーズン中断・再編でラリー・エストニアが急遽WRCイベントに昇格。意外な形で実現したWRC地元開催を制し、移籍後初勝利を果たした。しかし第5戦トルコではステアリングトラブルで17位、翌戦のイタリアは6位に終わるが、最終戦モンツァを前にランキング首位のエバンスから28ポイント差の4位につけ僅かながら逆転チャンピオンの可能性を残した。その最終戦は予測不能なコンディションではあったがしぶとく走り切り2位表彰台を獲得した。最終的にチャンピオン連覇は果たせなかったが、ランキングではチームメイトヌービルを上回る3位で終えた。
2021年も同チームから参戦。開幕戦モンテカルロで2年連続のリタイアとなるが、次戦のアークティック・ラリーで今季初の優勝を飾り、サファリラリーでも曇るフロントガラスに苦しみながらも3位表彰台を飾る活躍を見せる。しかし再びマシンの不調を引きずるようになり、3連覇中だった母国エストニアでは大本命と言われながらも、SS4でマシンのパンクを起こしたことからリタイアせざるを得なくなってしまった。その後のベルギーでもパンクで6位に終わり、アクロポリス、フィンランドでは復調し2位となるが、スペインでは初日のコースオフでリタイア、最終戦は家庭の事情で欠場を余儀なくされランキングは前年を下回る5位で終えた。なお同年5月6日に、ヌービルと共に2022年からの複数年契約を結んだことを発表している。

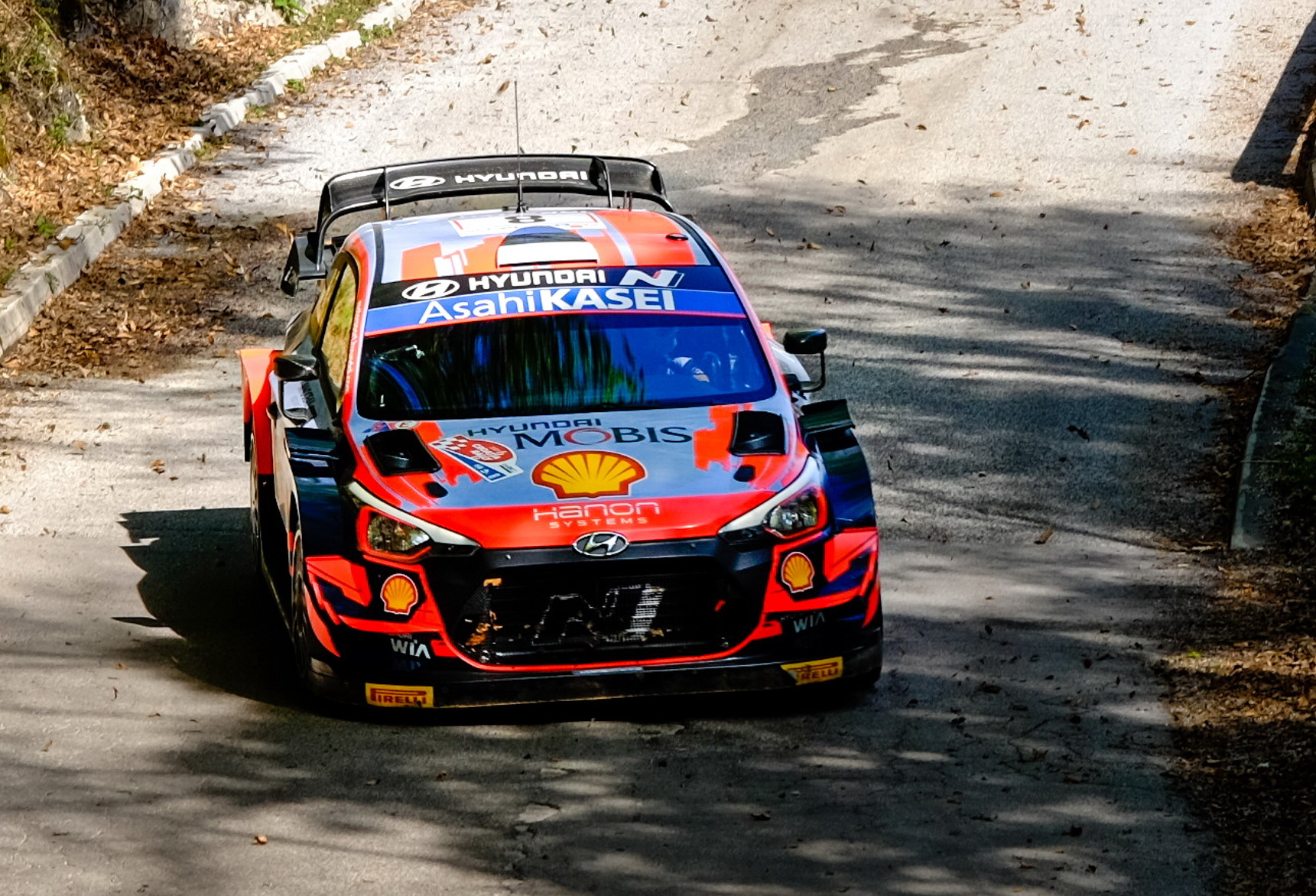
2021年ラリー・クロアチア

2022年は移籍のきっかけを作ったアダモがチームから去ってしまった。マシンの信頼性不足も相まって不調は続いており、一時は元弟子の勝田貴元よりもランキングで下回るほどであった。トヨタ勢にトラブルが続出し最終2SSがキャンセルされた第5戦イタリアでなんとか優勝を果たし、第7戦母国エストニアでは3位表彰台に上がるも「母国で競争力がなかったのは初めてだった」として、マシンやチーム体制に不足を感じていることを認めている。それでも次戦フィンランドではシーズン2勝目をマークしてトヨタの同イベント5連覇を阻止。首位とは大差だが年間ランキング2位に浮上し、次戦イープル・ラリーでもロバンペラとヌービルの脱落もあって連勝を飾った。アクロポリス・ラリーは2位でヒョンデ初となる表彰台独占の一角を占めたが、この時ランキングが下のヌービルに順位を譲らせなかったチームの判断を「間違っている」と公然と非難。次戦ニュージーランドでドライバーズ、ラリー・スペインでマニュファクチャラーズタイトルがいずれも最終戦前に奪われた直後、「一身上の都合」を理由に、契約をもう一年残していたはずのヒョンデからの離脱を電撃発表した。ヒョンデではトヨタ時代よりも多くのラリーに出走したが、優勝回数はトヨタ時代の半分だった。

### Mスポーツ復帰

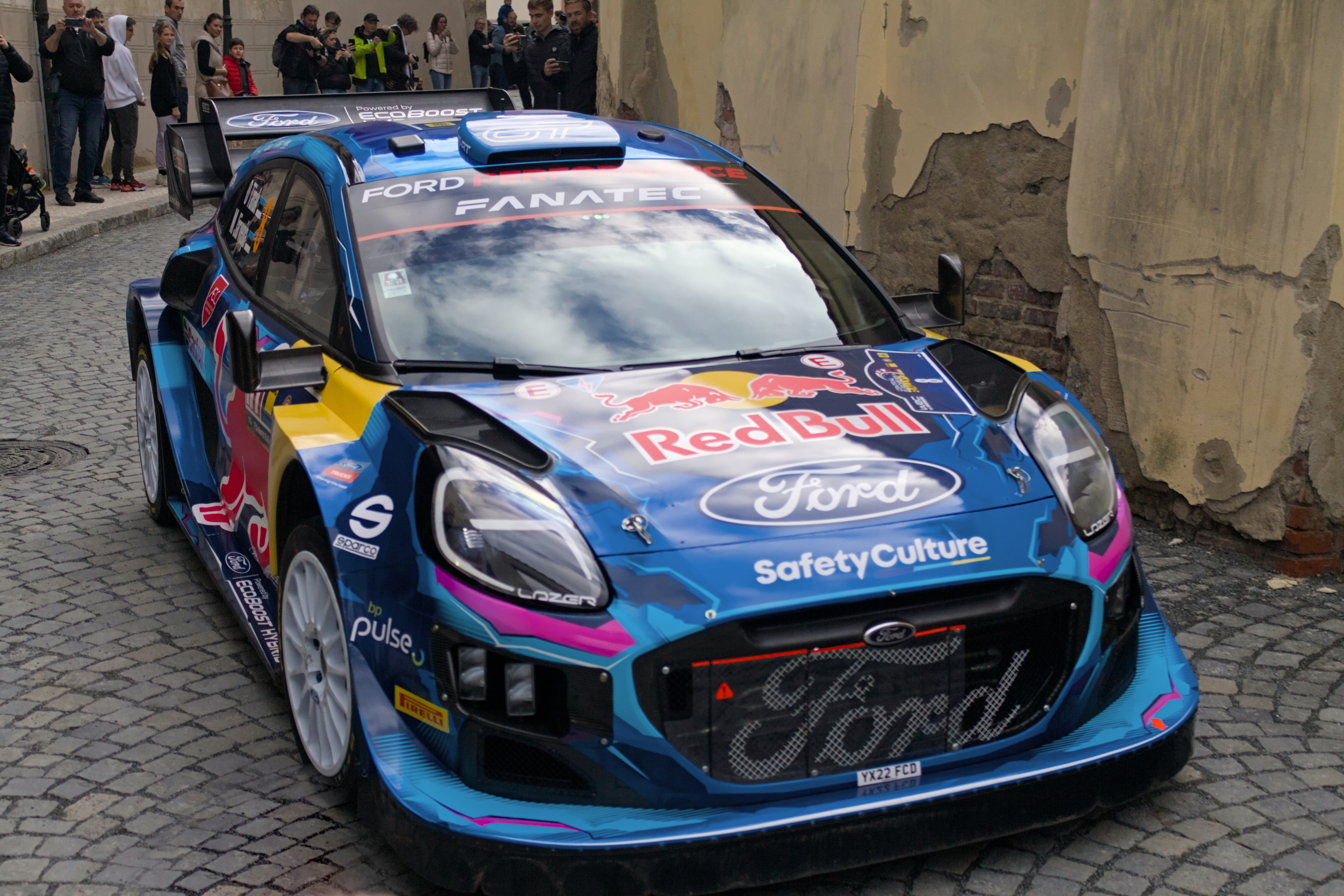
2023年セントラル・ヨーロピアン・ラリー

離脱発表後間が空いて去就が注目されたが、12月初頭にヒョンデに出戻りするクレイグ・ブリーンと入れ替わるような形で古巣Mスポーツ・フォードへ復帰が決まった。
2023年1月にはレッドブル・アスリート入りを果たし、マシンもレッドブルカラーとなった。第2戦スウェーデンで、これが結果的に最後のラリーとなったブリーンとの接戦を制して移籍後初優勝を挙げ、終盤チリでも2勝目を挙げた、しかし中盤以降はトラブルに悩まされてポイントが伸びず、ランキングは4位であった。
まだタイトルが確定していない段階の10月初頭、たった一年でヒョンデに舞い戻ることが発表された。

### ヒョンデ復帰
2024年は再びヒョンデへ復帰しヌービルとのダブルエース体制に戻った。しかし開幕4戦はヌービルと対照的に表彰台に上がれず苦戦したが第5戦ポルトガルから復調し2位になると、続くサルディニアでは最終SSでオジェがパンクで僅かに遅れたことで0.2秒差で逆転優勝を飾った。その後ラトビア、アクロポリス、チリで3位に入り、セントラル・ヨーロピアンでは再びオジェと首位争いを展開し最終日にオジェがクラッシュでリタイアとなるとそのチームメイトのエバンスの追撃をかわし2勝目を挙げると最終戦ラリー・ジャパンを前にヌービルに25ポイント差の2位につけ逆転チャンピオンの可能性を残した。ラリー・ジャパンではヌービルがトラブルに見舞われ後退すると以降は主導権を握り最終日を前に2位に38秒差をつけトップを快走していたが、最終日のSS17でまさかのクラッシュを喫し無念のリタイアに終わり、自身2度目のチャンピオンだけでなくチームのマニュファクチャラーズタイトルも失うこととなった。ランキングは最終戦で勝利したエバンスに抜かれ3位に終わった。

## エピソード

### 名前の表記揺れ
- 日本のメディアにおいて「オット・タナク」という表記がよく用いられていたものの、エストニア語の発音に準じて名を「オイット」または「オィット」（トは子音なので「オイ」とも）、姓を「タナック」と表記することが多くなった。テレビ朝日のWRCバラエティの『地球の走り方 世界ラリー応援宣言』では2017年ラリーGBより「タナック」表記に変更となっている[24]。また2019年よりトヨタは「オット」から「オィット」に変更、これに伴いラリー情報サイトのラリープラスやWRC中継を放送するJ SPORTS[25]も「オィット・タナック」という表記に変更している。

### "タイタナック"事件
- タナクは競技中にあわやというアクシデントを何度か経験している。
2015年ラリー・メキシコ
コースアウトして斜面を滑り落ち、車ごと貯水池に転落。25秒ほどで完全に水没し、クルーは車内から間一髪で脱出した[26]。池から引き上げられた車両をMスポーツチームが懸命に修復し、タナックは最終日にラリーを完走することができた。フィニッシュポディウムではシュノーケルをつけて登場し観客を湧かせた。この車両は豪華客船「タイタニック号」と掛け合わせて「TiTanak（タイタナック）[27]」と命名された。
2018年公開のラリー映画『OVER DRIVE』では、この出来事をモチーフにしたエピソードが盛り込まれている。
2017年シーズン終了後のトヨタの報告会に来季ドライバーとしてサプライズ登場した際、豊田章男社長からGRロゴの入った特製シュノーケルをプレゼントされた[28]。
2016年ラリー・ポルトガル
コースアウトしたヘイデン・パッドンの車から山火事が発生（車は全焼）。直後に通りかかったタナックも同じ場所でコースアウトし、自車への引火を避けようと必死に消火・撤去作業を手伝った[29]。ちなみに、タナックの父親は消防士である[30]。
2020年ラリー・モンテカルロ
ヒョンデデビューとなったラリー。ターマックの高速セクションでコース脇の斜面に飛び出し、マシンがバウンドしながら体操の側転のように縦回転した[31]。ヒュンダイ・i20クーペWRCのフロント部分は滅茶苦茶に潰れたが、クルーは無傷で生還した[32]。
- 以前はハンドブレーキのグリップに黄色いアヒル (Duck) のマスコットを付けていた[33]。前述の水没事故ではタナックとコ・ドライバーが車内から脱出した後、浸水に飲み込まれるDuckが車載カメラの映像に映っていた[34]。タナックは「アヒルは水辺に住んでいるから、何とか無事だと思っていたよ」とコメントした[35]。

### 人物
- 師のマルコ・マルティンと共に、エストニアを拠点とする企業「レッドグレイ」を立ち上げ、ヒョンデのラリーカーに関わる事業を行っている[36]。
- チャンピオン経験のなかったころから評価は高く、ファン投票で選ばれるドライバー・オブ・ザ・イヤーに2016〜2018年まで3年連続で選ばれている。
- 2019年より自由選択となるカーナンバーは 8を選択。理由は2018年と同じという理由と日本ではラッキーナンバーであるということによるもの。
- 勝田貴元にとっては公私ともに最も深く関わりを持ったWRCドライバーであり、ドライビングの師匠である[37][38]。タナックがTGRから離脱後も、家族ぐるみでの付き合いは続いている[39]。
- 2022年ラリー・ニュージーランド最終ステージで、順位をキープすればチャンピオンが確定するカッレ・ロバンペラより先にフィニッシュしたタナクは、車中インタビューでいち早くロバンペラ親子とトヨタへのお祝いの言葉を述べ、ファンからそのスポーツマンシップを賞賛された[40]。また同年ラリージャパンでも最終SS直後のインタビューで開口一番「タカ（勝田）はどうだった？」と聞き、表彰台だと聞いて笑顔で「おめでとう！」と言う場面もあった[41]。
- 2018年ラリー・イタリア・サルディニアで、ティエリー・ヌービルと僅差のトップ争いを繰り広げていたセバスチャン・オジェ/ジュリアン・イングラシア組がタイムカードを受け取り忘れてしまったが、タナックとヤルヴェオヤがこれを届けて無事イベントを走りきった[42]。
- タナックのコ・ドライバーのマルティン・ヤルヴェオヤは、20年の柔道歴と同国チャンピオンの実績を持つ。また同郷の大関・把瑠都とも親交がある[43]。

## WRCでの年度別成績
| 年     | エントラント                                              | 車両                            | 1       | 2       | 3      | 4       | 5       | 6       | 7       | 8       | 9       | 10      | 11      | 12     | 13      | 14    | WDC  | ポイント |
| ------ | --------------------------------------------------------- | ------------------------------- | ------- | ------- | ------ | ------- | ------- | ------- | ------- | ------- | ------- | ------- | ------- | ------ | ------- | ----- | ---- | -------- |
| 2009   | オット・タナク                                            | スバル・インプレッサ WRX STI    | IRE     | NOR     | CYP    | POR 20  | ARG     | ITA     | GRE     | POL     | FIN Ret | AUS     | ESP     | GBR    |         |       | NC   | 0        |
| 2010   | オット・タナク                                            | スバル・インプレッサ WRX STI    | SWE Ret | MEX     | JOR    |         |         |         |         |         |         |         |         |        |         |       | NC   | 0        |
| 2010   | ピレリ・スタードライバー                                  | 三菱・ランサーエボリューションX |         |         |        | TUR Ret | NZL     | POR Ret | BUL     | FIN 18  | GER 31  | JPN     | FRA 19  | ESP    | GBR 17  |       | NC   | 0        |
| 2011   | マルコ・マルティン・モータースポーツ                      | フォード・フィエスタ S2000      | SWE     | MEX 10  | POR    | JOR     | ITA 7   | ARG     | GRE Ret | FIN 13  | GER 12  | AUS     | FRA 11  | ESP 27 |         |       | 15位 | 15       |
| 2011   | Mスポーツ・ストバート・フォード・ワールド・ラリー・チーム | フォード・フィエスタ RS WRC     |         |         |        |         |         |         |         |         |         |         |         |        | GBR 6   |       | 15位 | 15       |
| 2012   | Mスポーツ・ストバート・フォード・ワールド・ラリー・チーム | フォード・フィエスタ RS WRC     | MON 8   | SWE Ret | MEX 5  | POR 14  | ARG 10  | GRE 9   | NZL Ret | FIN 6   | GER Ret | GBR Ret | FRA 6   | ITA 3  | ESP Ret |       | 8位  | 52       |
| 2014   | Mスポーツ・ワールド・ラリー・チーム                       | フォード・フィエスタ RS WRC     | MON     | SWE 5   |        | POR Ret |         |         |         |         |         |         |         |        |         |       | 15位 | 17       |
| 2014   | ドライブDMACK                                             | フォード・フィエスタ R5         |         |         | MEX 15 |         | ARG 17  | ITA 21  | POL 11  | FIN 12  | GER 10  | AUS Ret | FRA     | ESP    |         |       | 15位 | 17       |
| 2014   | ドライブDMACK                                             | フォード・フィエスタ RS WRC     |         |         |        |         |         |         |         |         |         |         |         |        | GBR 7   |       | 15位 | 17       |
| 2015   | Mスポーツ・ワールド・ラリー・チーム                       | フォード・フィエスタ RS WRC     | MON 18  | SWE 4   | MEX 22 | ARG 11  | POR 5   | ITA 14  | POL 3   | FIN 5   | GER 8   | AUS 6   | FRA 10  | ESP 41 | GBR Ret |       | 10位 | 63       |
| 2016   | DMACK・ワールド・ラリー・チーム                           | フォード・フィエスタ RS WRC     | MON 7   | SWE 5   | MEX 6  | ARG 15  | POR Ret | ITA 5   | POL 2   | FIN Ret | GER 23  | CHN C   | FRA 10  | ESP 6  | GBR 2   | AUS 7 | 8位  | 88       |
| 2017   | Mスポーツ・ワールド・ラリー・チーム                       | フォード・フィエスタWRC         | MON 3   | SWE 2   | MEX 4  | FRA 11  | ARG 3   | POR 4   | ITA 1   | POL Ret | FIN 7   | GER 1   | ESP 3   | GBR 6  | AUS 2   |       | 3位  | 191      |
| 2018   | トヨタ・ガズー・レーシング・ワールド・ラリー・チーム      | トヨタ・ヤリスWRC               | MON 2   | SWE 9   | MEX 14 | FRA 2   | ARG 1   | POR Ret | ITA 9   | FIN 1   | GER 1   | TUR 1   | GBR 19  | ESP 6  | AUS Ret |       | 3位  | 181      |
| 2019年 | トヨタ・ガズー・レーシング・ワールド・ラリー・チーム      | トヨタ・ヤリスWRC               | MON 3   | SWE 1   | MEX 2  | FRA 6   | ARG 8   | CHL 1   | POR 1   | ITA 5   | FIN 1   | GER 1   | TUR 16  | GBR 1  | ESP 2   | AUS   | 1位  | 263      |
| 2020年 | ヒュンダイ・シェル・モービスWRT                           | ヒュンダイ・i20クーペWRC        | MON Ret | SWE 2   | MEX 2  | EST 1   | TUR 17  | ITA 6   | MNZ 2   |         |         |         |         |        |         |       | 3位  | 105      |
| 2021年 | ヒュンダイ・シェル・モービスWRT                           | ヒュンダイ・i20クーペWRC        | MON Ret | ARC 1   | CRO 4  | POR 21  | ITA 24  | KEN 3   | EST 31  | BEL 6   | GRE 2   | FIN 2   | ESP Ret | MNZ    |         |       | 5位  | 128      |
| 2022年 | ヒョンデ・シェル・モービスWRT                             | ヒョンデ・i20 N ラリー1         | MON Ret | SWE 20  | CRO 2  | POR 6   | ITA 1   | KEN Ret | EST 3   | FIN 1   | BEL 1   | GRE 2   | NZL 3   | ESP 4  | JPN 2   |       | 2位  | 205      |
| 2023年 | Mスポーツ・ワールド・ラリー・チーム                       | フォード・プーマ ラリー1        | MON 5   | SWE 1   | MEX 9  | CRO 2   | POR 4   | ITA 36  | KEN 6   | EST 8   | FIN Ret | GRE 4   | CHL 1   | EUR 3  | JPN 6   |       | 4位  | 174      |
| 2024年 | ヒョンデ・シェル・モービスWRT                             | ヒョンデ・i20 N ラリー          | MON 4   | SWE 46  | KEN 8  | CRO 4   | POR 2   | ITA 1   | POL 40  | LAT 3   | FIN Ret | GRE 3   | CHL 3   | EUR 1  | JPN Ret |       | 3位  | 200      |

* シーズン進行中